# Список аніме-фільмів «Берсерк»
«Берсерк Золота Доба» (англ. Berserk Golden Age Arc — це серія фільмів за мотивами манґи «Берсерк».
У вересні 2010 року на честь продажу 35 тому манґи Берсерк було анонсовано новий аніме-проєкт. Як пізніше з'ясувалося, це був ряд фільмів, які представляють з себе екранізацію манґи, а вірніше арку «Золоте століття». Перший фільм, Берсерк Золота Доба — Яйце Верховного Повелителя, показали в Японії 4 лютого 2012 року. Для фільмів були підібрані нові сейю: тепер Ґатца озвучує Хіроакі Іванаґа (замість Нобутоші Канна в оригінальному серіалі), Ґріффіса — Такахіро Сакурай (замість Тошіюкі Морікава), Каску — Тоа Юкінарі (замість Юко Міямура). Прем'єра другого фільму відбулася 23 червня 2012 року. Прем'єра 3-го фільму відбулась 1 лютого 2013 року.

## Фільми

### Берсерк Золота Доба: Фільм перший— Яйце Верховного Повелителя

Постер до першого фільму серії

Прем'єра відбулась 4 лютого 2012 року в Японії.

### Берсерк Золота Доба: Фільм другий— Взяття Долдрі
Побачив світ у кінотеатрах Японії 23 червня 2012 року.

### Берсерк Золота Доба: Фільм третій— Занепад
Прем'єра в Японії відбулася 1 лютого 2013 року.

## Сприйняття
В Японії перший фільм серії, Berserk: The Golden Age Arc I: The Egg of the King, зібрав 594 тис.доларів у перші вихідні прокату, а загалом сума досягла 1 348 352 долари. Третій фільм серій зібрав 280 тис. доларів у перші вихідні і загалом 399 445 доларів.